# Gerber Legendary Blades
Pour les articles homonymes, voir Gerber.
Gerber est une entreprise américaine située dans l'Oregon, dont la production est centrée sur la coutellerie, l'équipement de défense et le matériel de plein air. La société a été fondée en 1939 par Pete Gerber.

## Historique

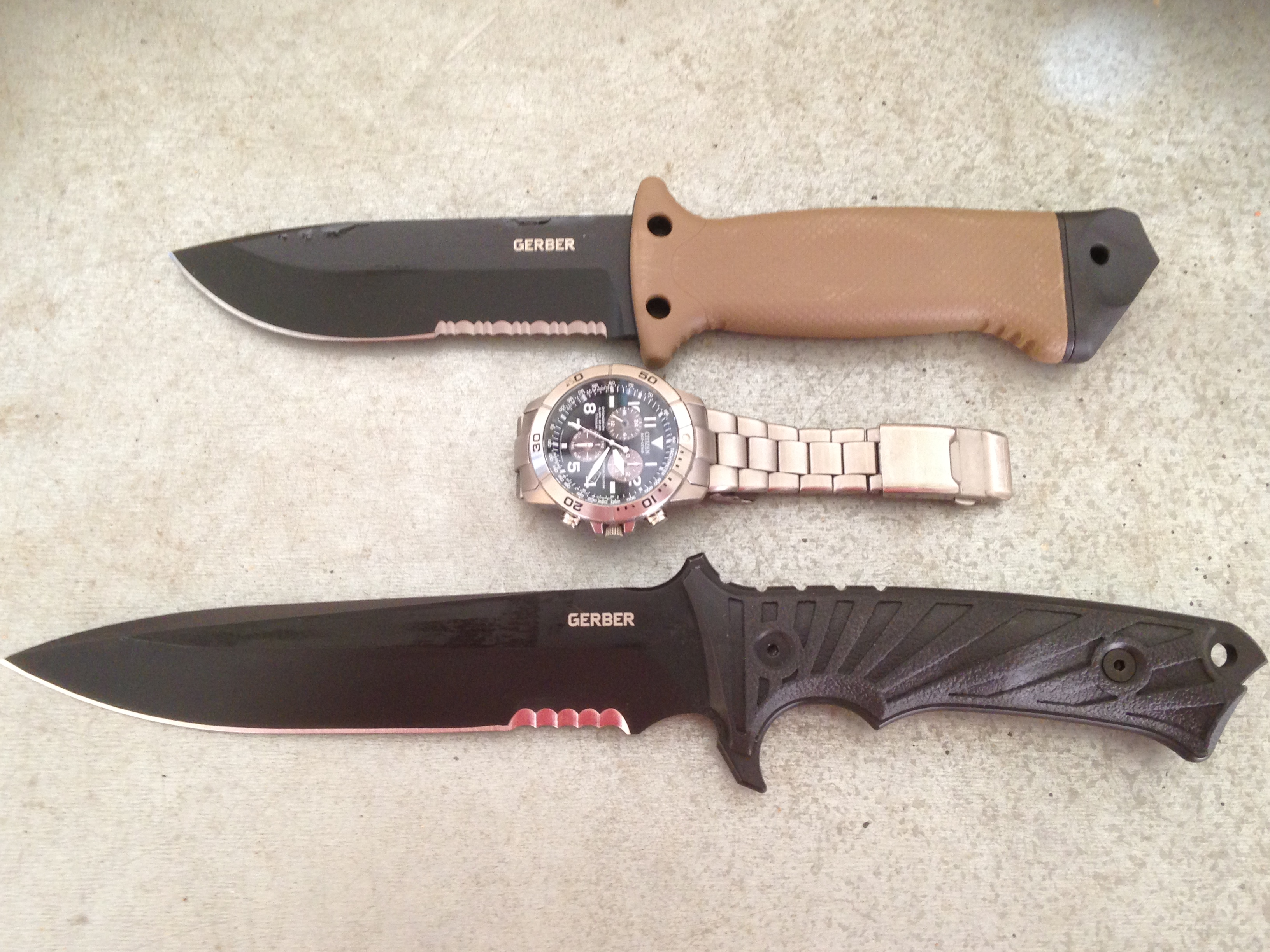
Deux couteaux survivalistes de Gerber

En 1910, la famille Gerber lance une compagnie de publicité à Portland. À l'époque, Joseph Gerber commercialise une modeste production artisanale de couteaux fait main, populaires auprès de ses clients. Cela le conduit à structurer sa production autour d'une petite entreprise fondée en 1939[pas clair]. En 1966, la production se déplace vers la nouvelle Interstate 5[Où ?]. En 1987, l'entreprise est rachetée par la société finlandaise Fiskars.
En 2003, l’entreprise est classée deuxième des É.-U. en volume de vente d'outils multifonctions. Elle compte 300 employés pour un chiffre d'affaires de 100 millions de dollars US[réf. nécessaire].
Dernièrement[Quand ?], l'entreprise a lancé une gamme de produits survivalistes appelée Bear Grylls.

## Galerie photos

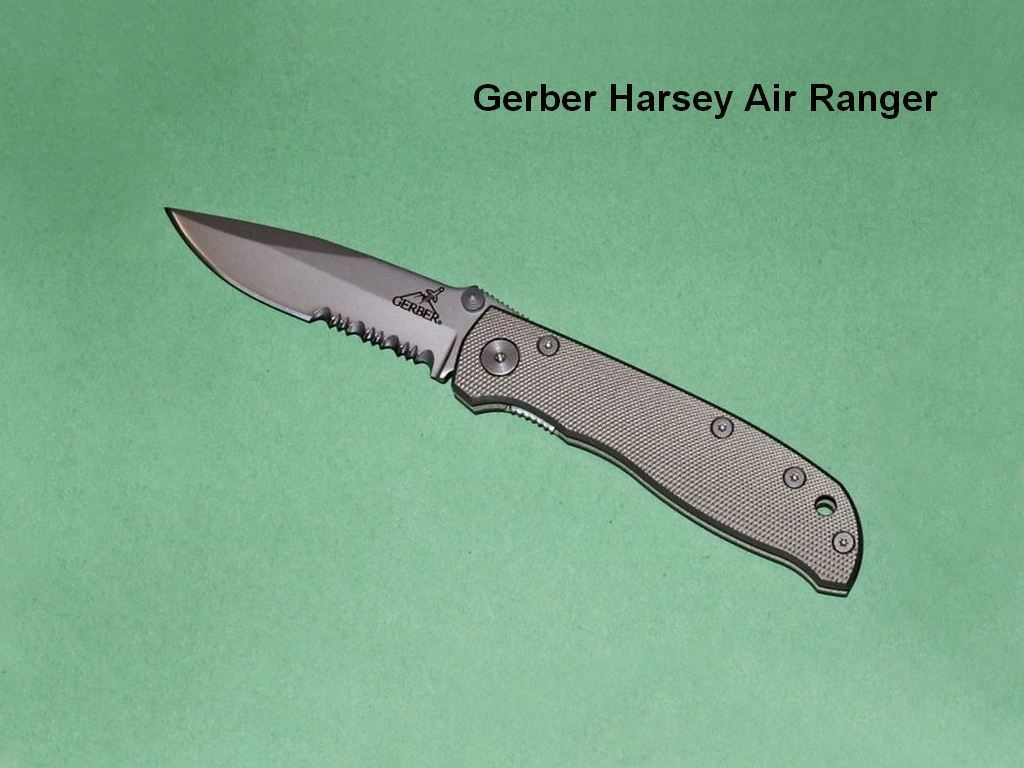
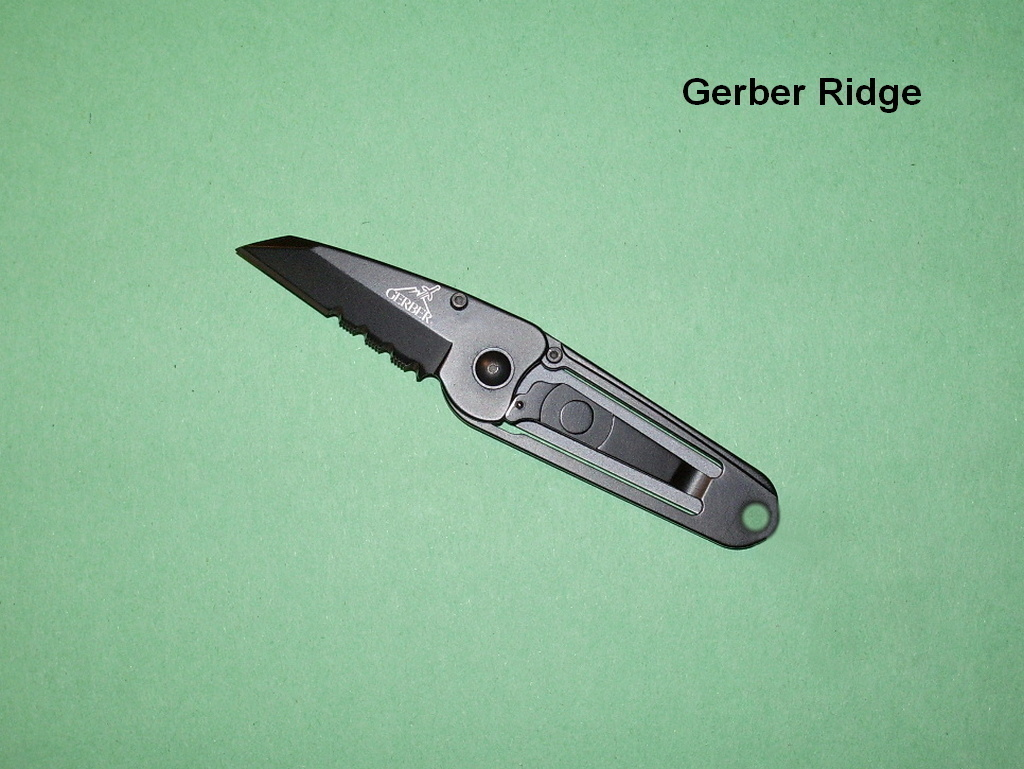
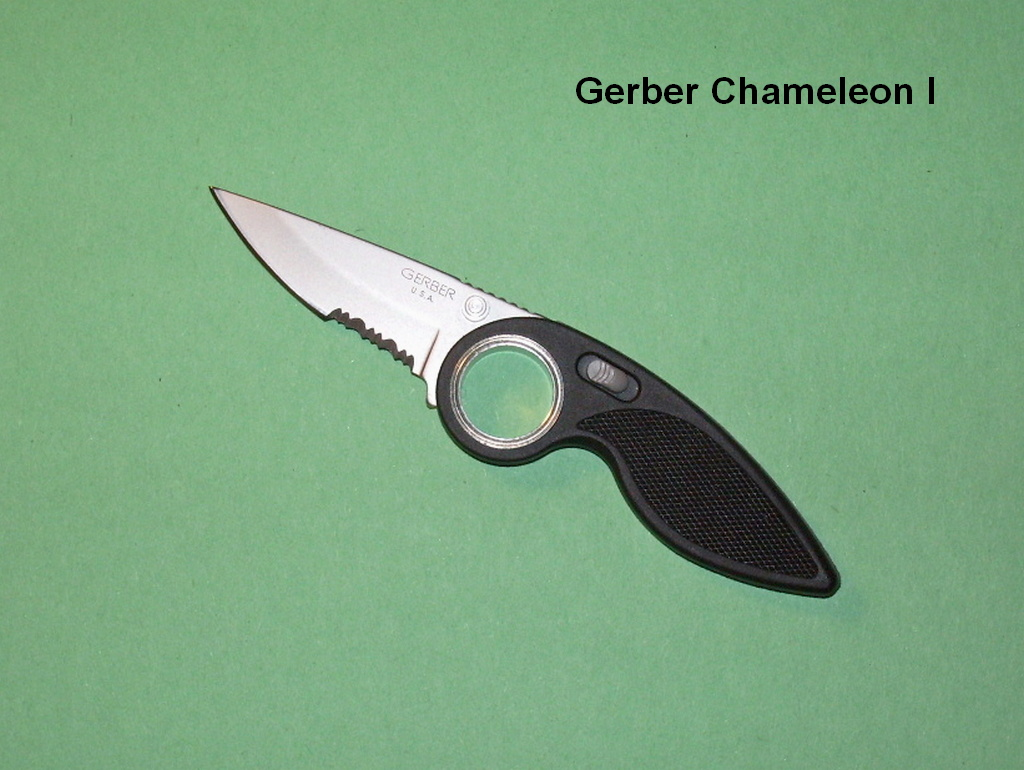
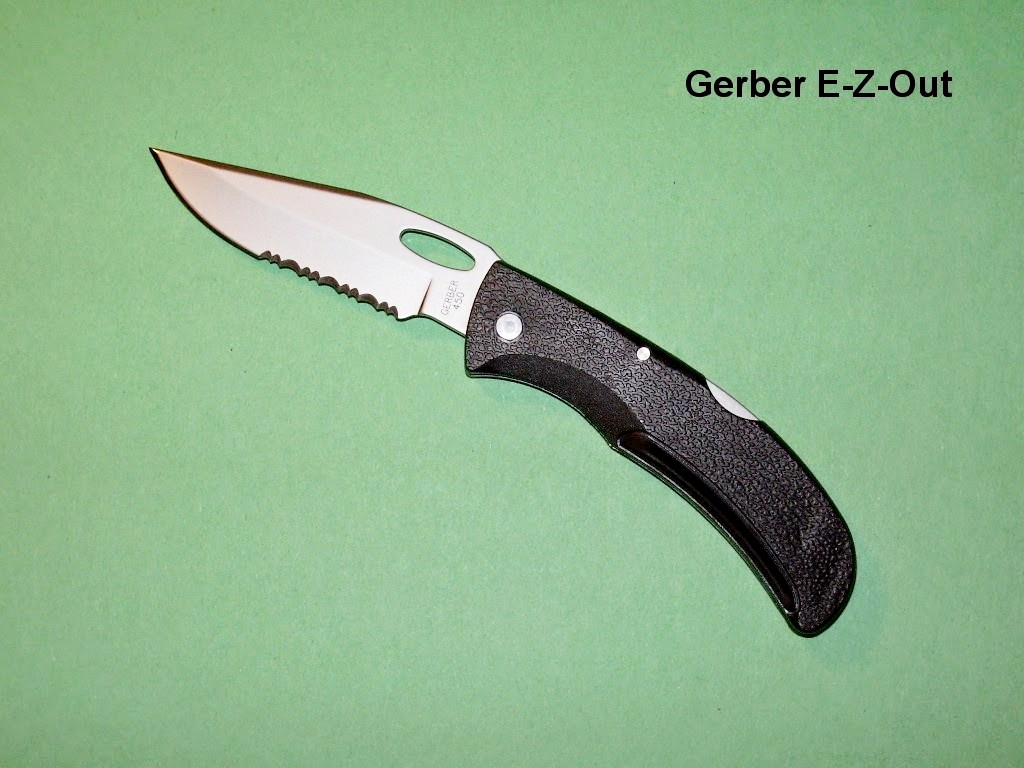
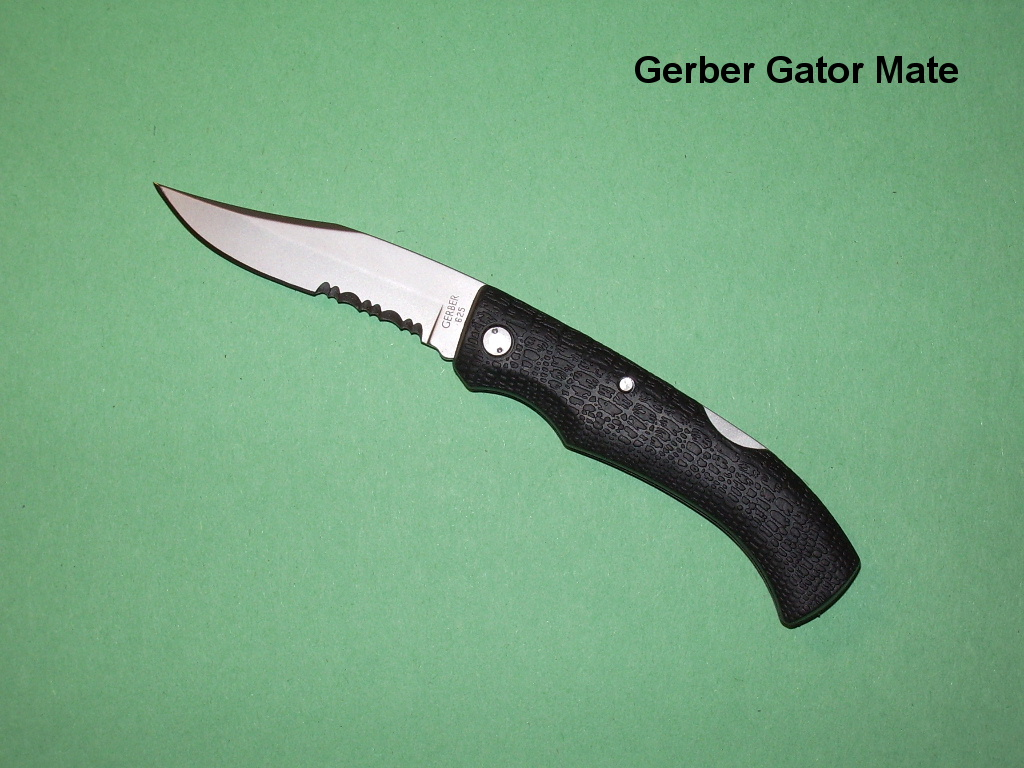
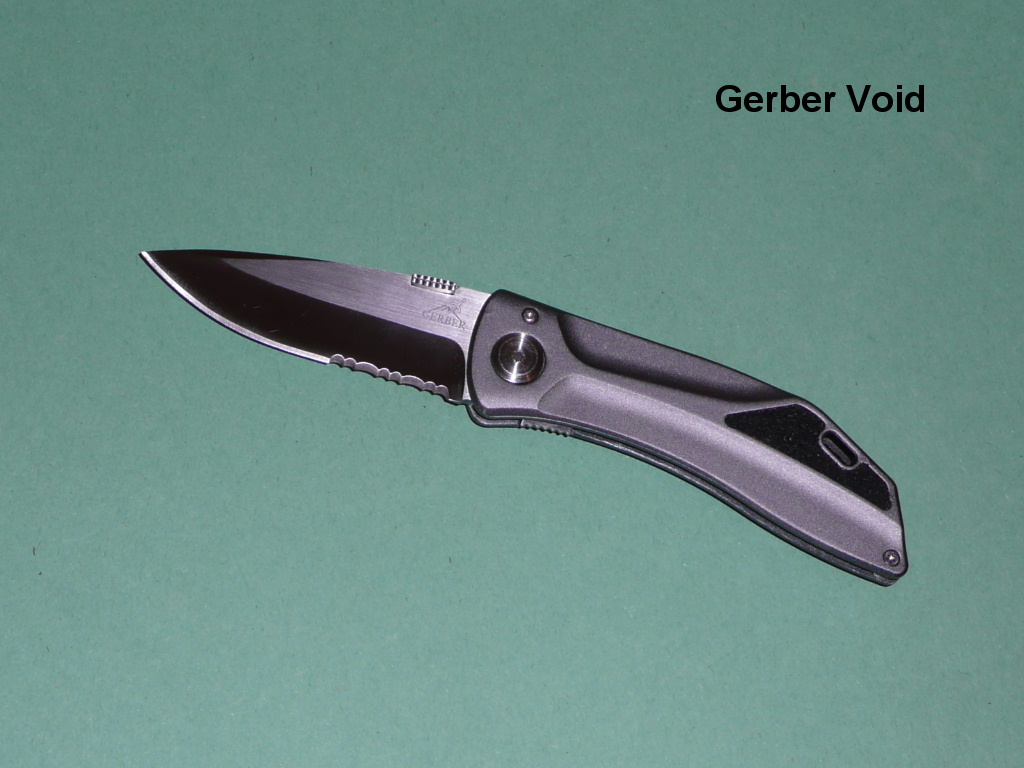
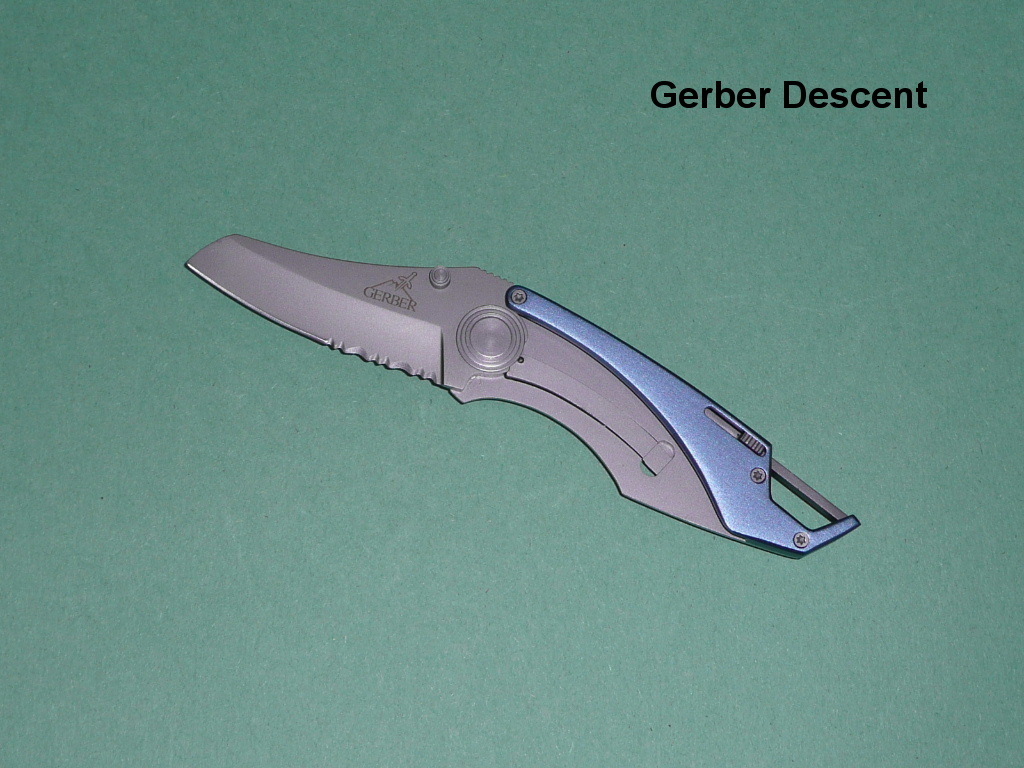
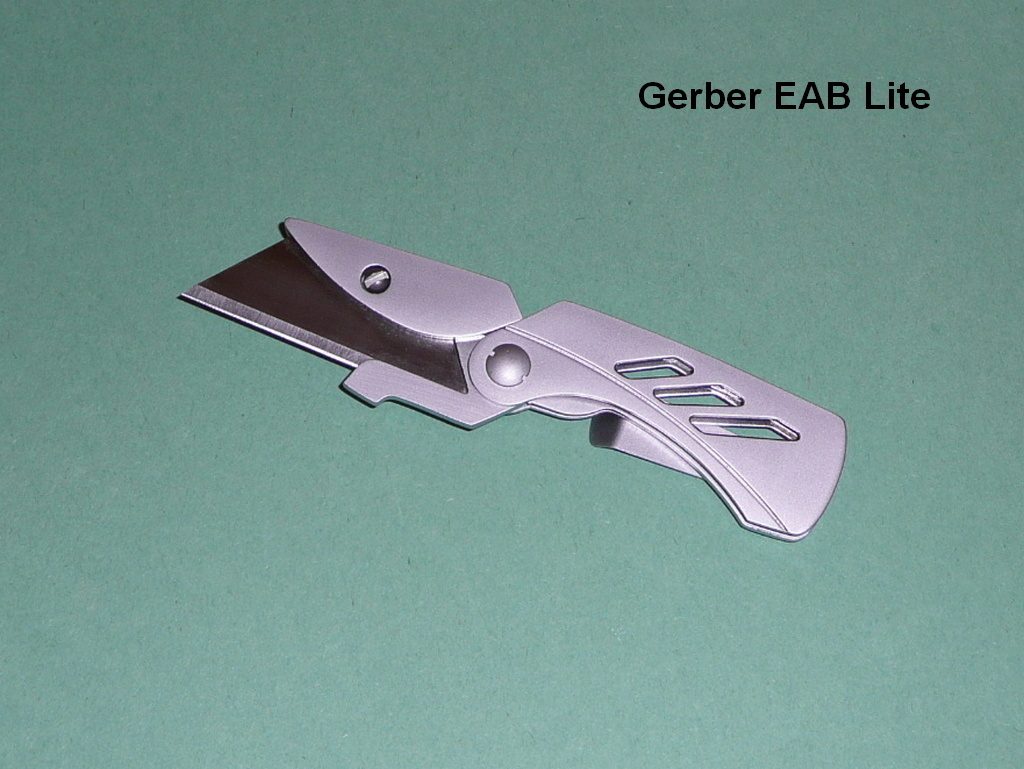